# Терзи, Серкан Эмреджан
Серкан Эмреджан Терзи (тур. Serkan Emrecan Terzi; род. 5 января 2004, Багджылар, Стамбул) — турецкий футболист, защитник клуба «Бешикташ».

## Клубная карьера
Терзи — воспитанник клубов «Алтинова Беледиспор» и «Бешикташ». В 2023 году он был включён в заявку на сезон последних. В том же году игрок на правах аренды перешёл в «Караджабей Беледиспор». 25 марта в матче против «Ванспора» он дебютировал во Второй лиге Турции. По окончании аренды Терзи вернулся в «Бешикташ». 14 декабря в матче Лиги конференций против швейцарского «Лугано» он дебютировал за основной состав. В этом же поединке Серкан забил свой первый гол за «Бешикташ». 9 января 2024 года в матче против «Ризеспора» он дебютировал в турецкой Суперлиге.